# Daniel J. Riordan

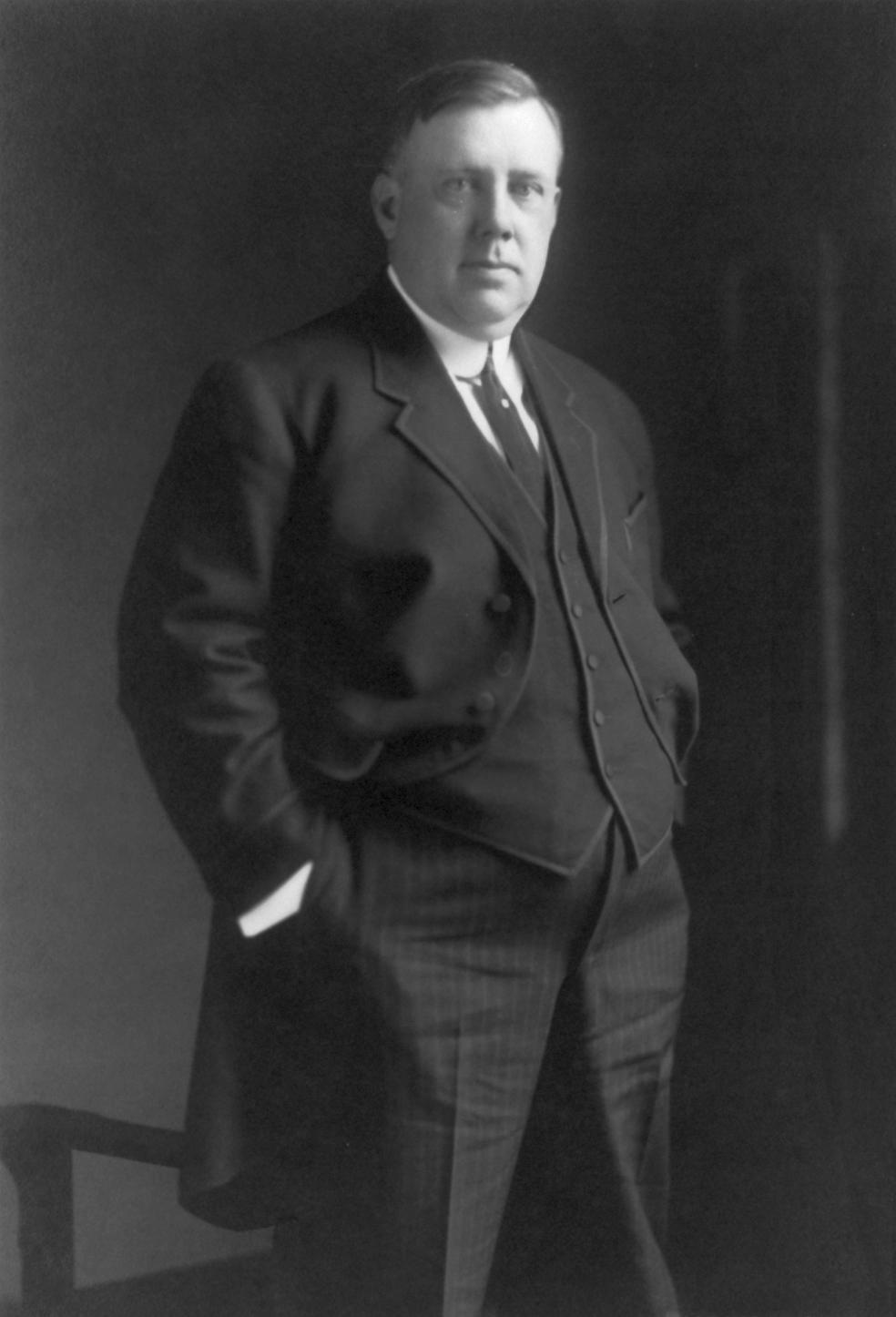
Daniel J. Riordan

Daniel Joseph Riordan (* 7. Juli 1870 in New York City; † 28. April 1923 in Washington, D.C.) war ein US-amerikanischer Politiker. Er vertrat zwischen 1899 und 1901 sowie zwischen 1906 und 1923 den Bundesstaat New York im US-Repräsentantenhaus.

## Werdegang
Daniel Joseph Riordan wurde ungefähr fünf Jahre nach dem Ende des Bürgerkrieges in New York City geboren. Er besuchte bis 1886 öffentliche Schulen und ging dann auf das Manhattan College, wo er 1890 seinen Abschluss machte. Danach verfolgte er Immobiliengeschäfte. Politisch gehörte er der Demokratischen Partei an.
Bei den Kongresswahlen des Jahres 1898 für den 56. Kongress wurde Riordan im achten Wahlbezirk von New York in das US-Repräsentantenhaus in Washington D.C. gewählt, wo er am 4. März 1899 die Nachfolge von John M. Mitchell antrat. Er schied nach dem 3. März 1901 aus dem Kongress aus. In den Jahren 1902 und 1904 wurde er in den Senat von New York gewählt.
Er wurde am 6. November 1906 in einer Nachwahl in den 59. Kongress gewählt, um dort die Vakanz zu füllen, die durch den Rücktritt von Timothy Sullivan entstand. Am selben Tag fanden auch die regulären Kongresswahlen statt. Riordan wurde auch in den 60. Kongress gewählt. Er wurde zwei Mal in Folge wiedergewählt. Im Jahr 1912 kandidierte er im elften Wahlbezirk für einen Kongresssitz. Nach einer erfolgreichen Wahl trat er am 4. März 1913 die Nachfolge von Charles V. Fornes an. Er wurde fünf Mal in Folge wiedergewählt und verstarb während seiner letzten Amtszeit am 28. April 1923 in Washington D.C. Sein Leichnam wurde auf dem Calvary Cemetery in Long Island City beigesetzt.